# François Flahault
 (avril 2024).
Si vous disposez d'ouvrages ou d'articles de référence ou si vous connaissez des sites web de qualité traitant du thème abordé ici, merci de compléter l'article en donnant les références utiles à sa vérifiabilité et en les liant à la section « Notes et références ».
Pour les articles homonymes, voir Flahaut.
François Flahault, né en 1943, est un philosophe et anthropologue français travaillant au Centre de recherches sur les arts et le langage comme directeur de recherche au Centre national de la recherche scientifique.

## Œuvre
À l’occasion du Colloque de Cerisy du 20 au 30 juillet 2009 consacré à « La sérendipité dans les sciences, les arts et la décision » François Flahault est intervenu sur le thème « Tirer parti de l’imprévu », à travers la notion de sérendipité.
Dans son essai Où est passé le bien commun ? François Flahault s'interroge sur le fondement des droits de l'homme. 

## Publications
- L'Homme, une espèce déboussolée. Anthropologie générale à l'âge de l'écologie, Fayard, 2018.
- Où est passé le bien commun ?, Paris, Mille et une nuits, janvier 2011, 251 p. (ISBN 978-2-7555-0594-8).
- Le crépuscule de Prométhée,, Paris, Mille et une nuits, novembre 2008, 290 p. (ISBN 978-2-7555-0100-1).
- Adam et Ève. La condition humaine, Paris, Mille et une nuits, novembre 2007, 292 p. (ISBN 978-2-7555-0011-0).
- Be Yourself, Au-delà de la conception occidentale de l'individu, Paris, Mille et une nuits, octobre 2006, 270 p. (ISBN 2-84205-931-X).
  - (Édition en langue espagnole, ¿Quién eres tú? Identidad y relación, Madrid, Sequitur, 2009).
- Le paradoxe de Robinson. Capitalisme et société, Paris, Mille et une nuits, coll. « Les petits libres n° 59 », septembre 2005, 174 p. (ISBN 2-84205-919-0)
- Pourquoi limiter l'expansion du capitalisme ?, Descartes & Cie, 2003.
- Le Sentiment d’exister. Ce soi qui ne va pas de soi, Paris, Descartes & Cie, avril 2002, 824 p. (ISBN 2-84446-034-8).
- La Pensée des contes, Anthropos (Economica), octobre 2001, 278 p. (ISBN 978-2-7178-4305-7).
- La méchanceté, Paris, Descartes & Cie, avril 1998, 219 p. (ISBN 2-910301-91-5).
- Face à face, histoire des visages, Plon, 1989.
- L'interprétation des contes, Paris, Denoël, 1988, 278 p. (ISBN 2-7178-4305-1), nouvelle édition en 2001.
- La scène de ménage, Paris, Denoël, 1987, 177 p. (ISBN 2-207-23370-7).
- Jeu de Babel. Où le lecteur trouvera matière à inventer des fictions par milliers, Paris/Montréal/Paris, Point Hors Ligne, 1984, 267 p. (ISBN 2-89135-008-1).
- La parole intermédiaire, Paris, Le Seuil, 1978, 233 p. (ISBN 2-02-004812-4) - Préface de Roland Barthes - Prix Roland de Jouvenel de l’Académie française en 1978
- L'extrême existence. Essai sur des représentations mythiques de l'intériorité, Maspero, 1972.